# Liste der Gemeindeverbände im Département Haute-Marne
Das Département Haute-Marne liegt in der Region Grand Est in Frankreich. Es untergliedert sich in neun Gemeindeverbände.
Siehe auch: Liste der Gemeinden im Département Haute-Marne

## Gemeindeverbände

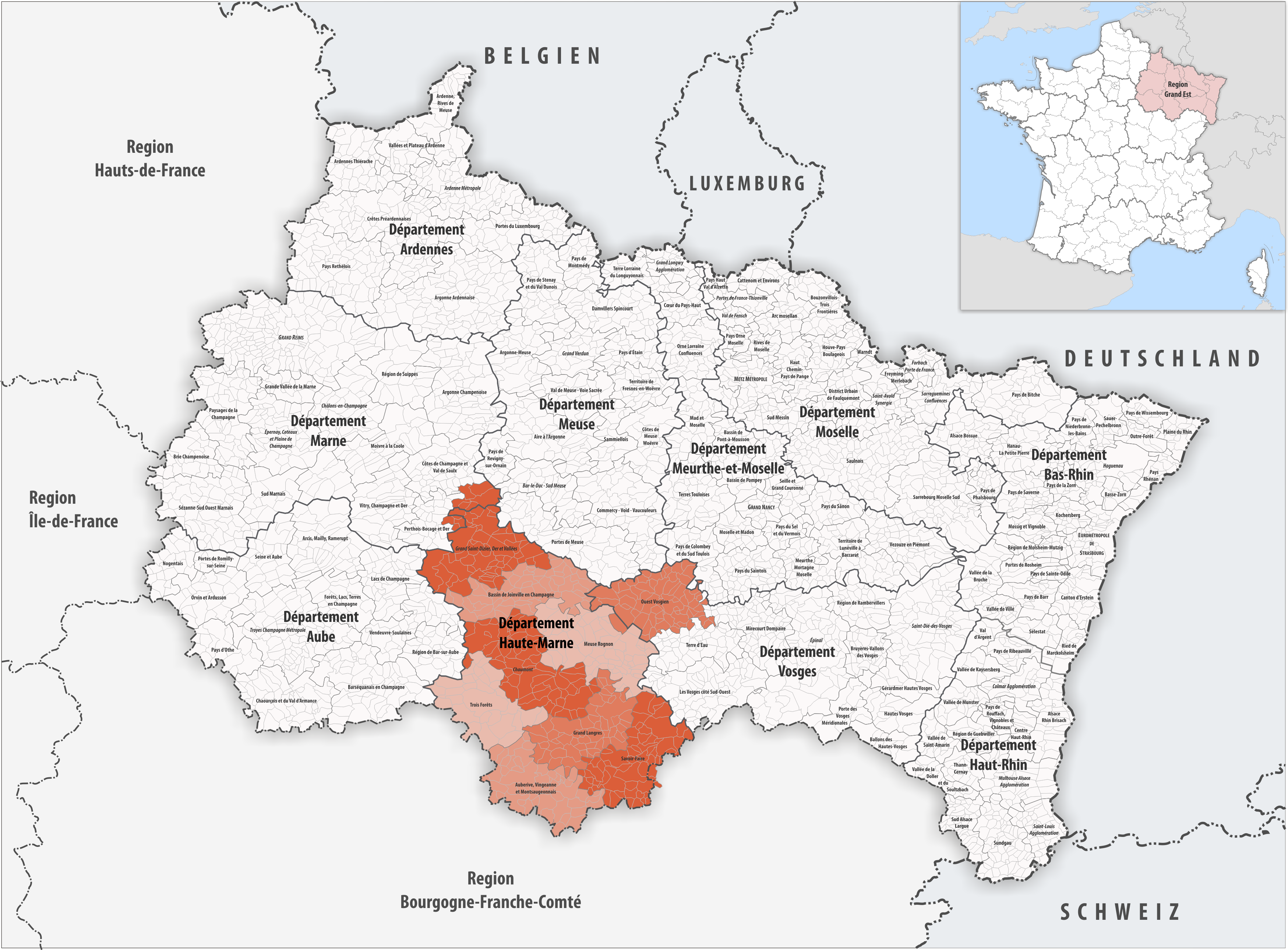
Gemeindeverbände im Département Haute-Marne

| Gemeindeverband                        | Gemeinden im Départ./Verband | Einwohner 1. Januar 2022 | Fläche km² | Dichte Einw./km² | SIREN- Nummer | Rechtsform                 | Gründungsdatum    |
| -------------------------------------- | ---------------------------- | ------------------------ | ---------- | ---------------- | ------------- | -------------------------- | ----------------- |
| Auberive, Vingeanne et Montsaugeonnais | 51/51                        | 8.097                    | 760,38     | 11               | 200 027 308   | Communauté de communes     | 29. Dezember 2010 |
| Bassin de Joinville en Champagne       | 59/59                        | 12.196                   | 695,80     | 18               | 200 044 253   | Communauté de communes     | 31. Mai 2013      |
| Chaumont                               | 63/63                        | 43.665                   | 926,95     | 47               | 200 068 658   | Communauté d’agglomération | 28. November 2016 |
| Grand Langres                          | 54/54                        | 20.701                   | 697,14     | 30               | 200 072 999   | Communauté de communes     | 27. Dezember 2016 |
| Grand Saint-Dizier, Der et Vallées     | 50/60                        | 55.597                   | 929,75     | 60               | 200 068 666   | Communauté d’agglomération | 28. November 2016 |
| Meuse Rognon                           | 59/59                        | 10.352                   | 848,64     | 12               | 200 069 664   | Communauté de communes     | 6. Dezember 2016  |
| Ouest Vosgien                          | 1/70                         | 22.986                   | 728,45     | 32               | 200 068 559   | Communauté de communes     | 1. Januar 2017    |
| Savoir-Faire                           | 60/63                        | 15.054                   | 807,51     | 19               | 200 070 332   | Communauté de communes     | 6. Dezember 2016  |
| Grand Saint-Dizier, Der et Vallées     | 50/60                        | 55.597                   | 929,75     | 60               | 200 068 666   | Communauté d’agglomération | 28. November 2016 |
| Trois Forêts                           | 29/29                        | 7.295                    | 689,66     | 11               | 245 200 597   | Communauté de communes     | 1. Oktober 2003   |